# ISO 15926
ISO 15926 프로세스 플랜트 (Process Plants)는 국제표준화기구인 ISO의 기술 위원회 TC184산하의 소위원회 SC4에서 석유 가스 플랜트 엔지니어링 분야의 데이터 표준이다. ISO 15926 표준을 구성하는 주요 파트들로는 파트 2, 파트 3, 그리고 파트 7이 있다. ISO 15926 파트 7 관련 문서로는 2008년 2월에 공개된 CD/TS 투표 문서가 있다. 파트 7은 향후 새로운 파트 7, 8, 9 그리고 10으로 분리되어 2009년 말부터 표준화가 추진될 예정이다. 본 글은 현재의 파트 7 문서를 기준으로 설명한다.
플랜트 데이터는 파트 2의 데이터 모델을 준수하고, 참조 데이터 라이브러리의 데이터를 참고하여, 파트 7에 명세 된 방법에 따라 표현 및 저장된다. 이 파트들을 언어로 비유하면 ISO 15926 파트 2는 문법에 해당되고, ISO 15926 파트 4에 기반 한 참조 데이터 라이브러리는 어휘 (또는 사전), ISO 15926 파트 7의 템플릿과 객체정보모델은 표준적인 문장 구성 패턴으로 볼 수 있다.
ISO 15926 파트 2는 프로세스 플랜트의 기술 정보 표현을 위한 개념적인 데이터 모델을 명세하고 있다. 파트 2의 데이터 모델은 정보의 통합을 가능하게 하고, 안정적이면서 유연성 있는 공정 플랜트 데이터 표현을 위한 기반 데이터 모델이다. ISO 15926 파트 2 데이터 모델은 기능적 객체와 물리적 객체의 분리가 가능하다. 그리고 클래스 (abstract_object의 서브 타입)와 개체(possible_individual)의 명확한 분리가 가능하기 때문에 클래스 레벨의 정의가 이뤄지는 설계·시공 단계와 객체 레벨의 관리가 필요한 운영 및 유지보수 단계의 통합이 용이하다. ISO 15926 파트 2 데이터 모델은 4D 접근법을 채용하여 공간 차원과 시간 차원을 통합한 모델이어서 특정 시스템에서의 객체의 상태의 표현을 할 수 있다. ISO 15926 파트 2 데이터 모델의 장점은 요구 사항, 계통도, 그리고 3D 설계 순으로 진행되는 플랜트 엔지니어링 흐름에 적합하다.
ISO 15926 파트 2 데이터 모델은 개별 프로세스 플랜트 데이터 교환을 위해 필요한 기본 정보 객체들을 제공하지만, 플랜트 데이터에 대한 충분한 의미 정보를 제공하지는 않는다. ISO 15926 파트 4는 오일 및 가스 설비를 포함한 공정 플랜트에 공통적인 기자재 정보를 표현하는 참조 데이터 라이브러리 (reference data library, RDL)의 구축 방법을 규정하고 참조 데이터 라이브러리의 최상단에 위치하는 초기 참조 데이터 (initial reference data, iRDL)를 제공한다.
ISO 15926 RDL은 다양한 프로세스 플랜트 데이터 집합 내에서 일관된 의미를 제공하여 명확한 정보의 공유를 가능하게 하기 위하여, ISO 15926 파트 2 데이터 모델을 논리적으로 확장시킨 것이다. ISO 15926 표준의 활용은 공유하는 참조 데이터에 종속적이다. 개별 프로세스 플랜트에 대한 데이터는 송신자와 수신자가 모두 동일한 참조 데이터를 사용할 때만 정확한 데이터의 공유 및 교환이 가능하다. 따라서 참조 데이터 라이브러리는 명확한 의사소통을 가능하기 위해서 충분한 의미 데이터 집합을 가지고 있어야 한다.
ISO 15926 파트 7은 프로세스 플랜트의 생애주기 데이터의 통합, 공유, 교환 그리고 이양을 위한 OWL (Web Ontology Language)과 웹서비스 기반의 구현 방법을 규정한다. ISO 15926 파트 7에서 제공하는 규격은 크게 두 가지로, 하나는 플랜트 데이터 표현을 위한 정보 모델링 자원인 템플릿 (template)과 객체정보모델 (object information model, OIM)이고, 다른 하나는 플랜트 데이터 공유를 위한 데이터 저장소의 구현 사양이다.